# Miyoshi (Tokushima)
Miyoshi (三好市, Miyoshi-shi) és una ciutat de la prefectura de Tokushima, al Japó.
El 2010 tenia una població estimada de 29.951 habitants i una densitat de població de 41 habitants per km². Té una àrea total de 721,42 km². Fou establerta l'1 de març de 2006 com a resultat de la fusió dels pobles d'Ikeda, Ikawa, Mino i Yamashiro, i les viles de Higashiiyayama i Nishiiyayama (tots del districte de Miyoshi).